# 稽察科事內閣學士
稽察科事內閣學士，或簡稱稽察中書科事務，為清朝管理、監督內閣中書科之職官，定額2人，滿漢各1人，由皇帝於內閣學士中簡派。

## 建置
清制中書科原以掌科中書舍人或滿洲記事官掌理科事。乾隆十四年（1749年）改官名並分置掌印中書、掌科中書。三十六年（1771年），增派漢內閣學士1人管理中書科事務。三十七年（1772年），增派滿內閣學士1人，並皆改名為稽察科事內閣學士，負責監督管理，在掌印、掌科中書之上。中書科發送、領收檔冊或卷軸、考評保送屬員、核支公費役食等事務，由稽察科事內閣學士與內閣大學士共同列名畫稿。
宣統三年（1911年），內閣改制，中書科撤廢。